# دخيل في الغبار (فلم)
دخيل في الغبار (بالإنجليزية: Intruder in the Dust) فيلم جريمة ودراما أمريكي صدر عام 1949، من إنتاج وإخراج كلارنس براون، وبطولة ديفيد براين، كلود جارمن جونيور وخوانو هيرنانديز. الفيلم مستند على رواية بنفس الاسم للكاتب ويليام فوكنر. يحكي الفيلم قصة رجل أسود غني ومحترم يدعى لوكاس بوشامب يتم إتهامه ظلما بقتل رجل أبيض.

## روابط خارجية
- مقالات تستعمل روابط فنية بلا صلة مع ويكي بيانات